# يوتيوب
يوتيوب (بالإنجليزية: YouTube) هو موقع ويب أمريكي يسمح لمستخدميه برفع، بث، ومشاركة التسجيلات المرئية مجانًا، بالإضافة إلى إمكانية التعليق والتفاعل مع المحتوى. تأسس الموقع في 14 فبراير 2005 على يد تشاد هيرلي وستيف تشين وجاود كريم، وهم ثلاثة موظفين سابقين في شركة باي بال، وكان مقره في مدينة سان برونو، كاليفورنيا. في البداية، اعتمد يوتيوب على تقنية أدوبي فلاش لعرض الفيديوهات، لكنه انتقل لاحقًا إلى تقنية إتش تي إم إل 5 الأكثر حداثة.
يوتيوب يقدم محتوى متنوعًا يشمل مقاطع الأفلام، الموسيقى، الفيديوهات التلفزيونية، وكذلك الفيديوهات التي يصنعها الهواة. في أكتوبر 2006، استحوذت جوجل على الموقع بمبلغ 1.65 مليار دولار، وهو الآن شركة تابعة لها. يُعتبر يوتيوب من أشهر مواقع الويب عالميًا، حيث يحتل المرتبة الثانية من حيث الزيارات بعد جوجل وفقًا لتصنيفات أليكسا.
يمكن لمستخدمي يوتيوب تحميل الفيديوهات، تقييمها، مشاركتها، وإضافتها إلى قوائم التشغيل. يتنوع المحتوى بين الفيديوهات القصيرة، الوثائقية، البث الحي، الفيديوهات الموسيقية، والمدونات المرئية. وقد أبرمت بعض الشركات الإعلامية، مثل سي بي إس وبي بي سي وفيفو، اتفاقيات مع يوتيوب لعرض محتواها من خلاله.
إحصائيات:
- في مارس 2020، تجاوز عدد موظفي يوتيوب ألفي موظف.
- بحلول مايو 2019، كان يتم تحميل أكثر من 500 ساعة من الفيديو كل دقيقة، ويشاهد المستخدمون مليار ساعة من المحتوى يوميًا.[9][10]

يوتيوب يعتمد على جوجل أدسنس لتوليد الأرباح من خلال الإعلانات المستهدفة، ويحقق إيرادات سنوية تقديرية تصل إلى 15 مليار دولار. غالبية المحتوى على يوتيوب متاح مجانًا، لكن هناك استثناءات تشمل القنوات المدفوعة، تأجير الأفلام، واشتراكات خدمات مثل يوتيوب ميوزيك ويوتيوب بريميم.
الانتقادات: واجه يوتيوب انتقادات بشأن بعض السياسات والممارسات، بما في ذلك تعامله مع المحتوى المحمي بحقوق الطبع والنشر، وتوصياته التي قد تروج لنظريات المؤامرة، بالإضافة إلى استضافة محتوى غير مناسب للأطفال.
في نوفمبر 2023، أعلنت منصة يوتيوب أنها ستتيح قريبًا للمستخدمين طلب حذف المحتويات المزيفة التي تم إنشاؤها بواسطة الذكاء الاصطناعي، وستصبح مقاطع الفيديو التي تحتوي على هذا النوع من المحتوى ملزمة بالإشارة إلى ذلك.

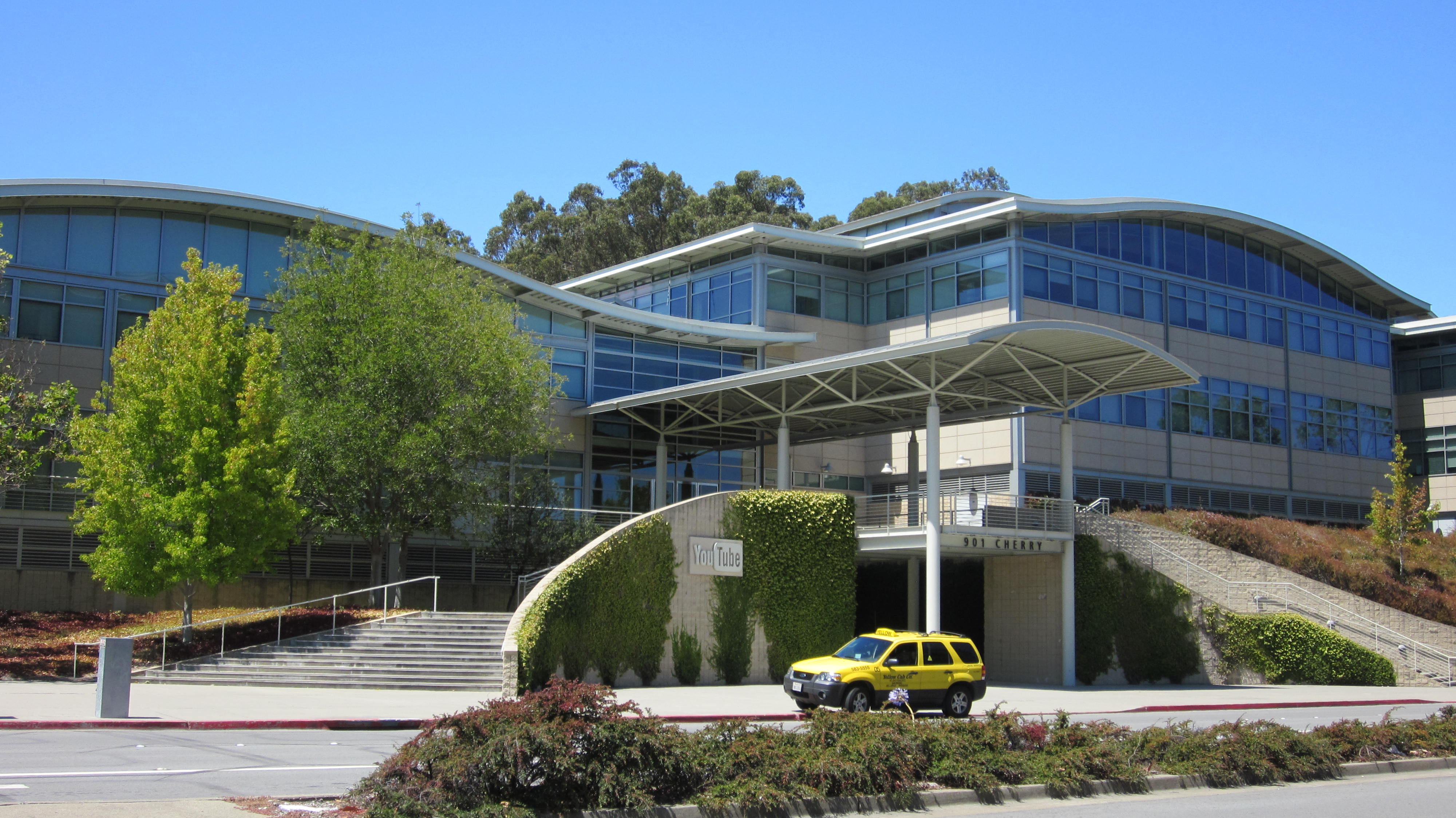
مبنى شركة يوتيوب في سان برونو، سان ماتيو، كاليفورنيا.

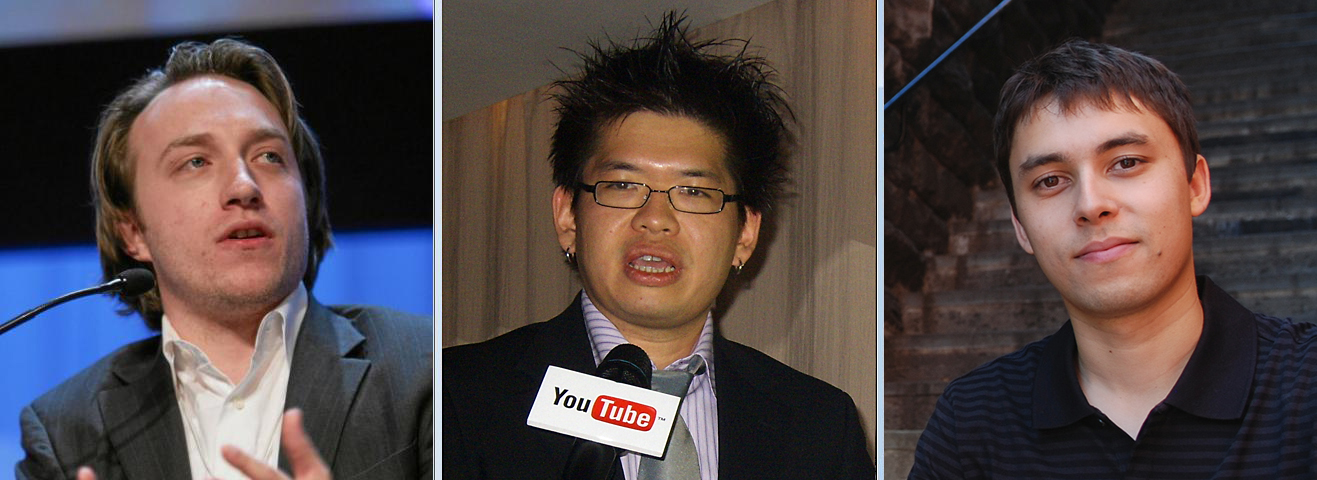
مؤسسو يوتيوب من اليمين إلى اليسار: جاود كريم، وستيف تشين ، وتشاد هيرلي.

دول تتوفر لها نسخ محلية من الموقع.

## تاريخ الشركة وتطورها

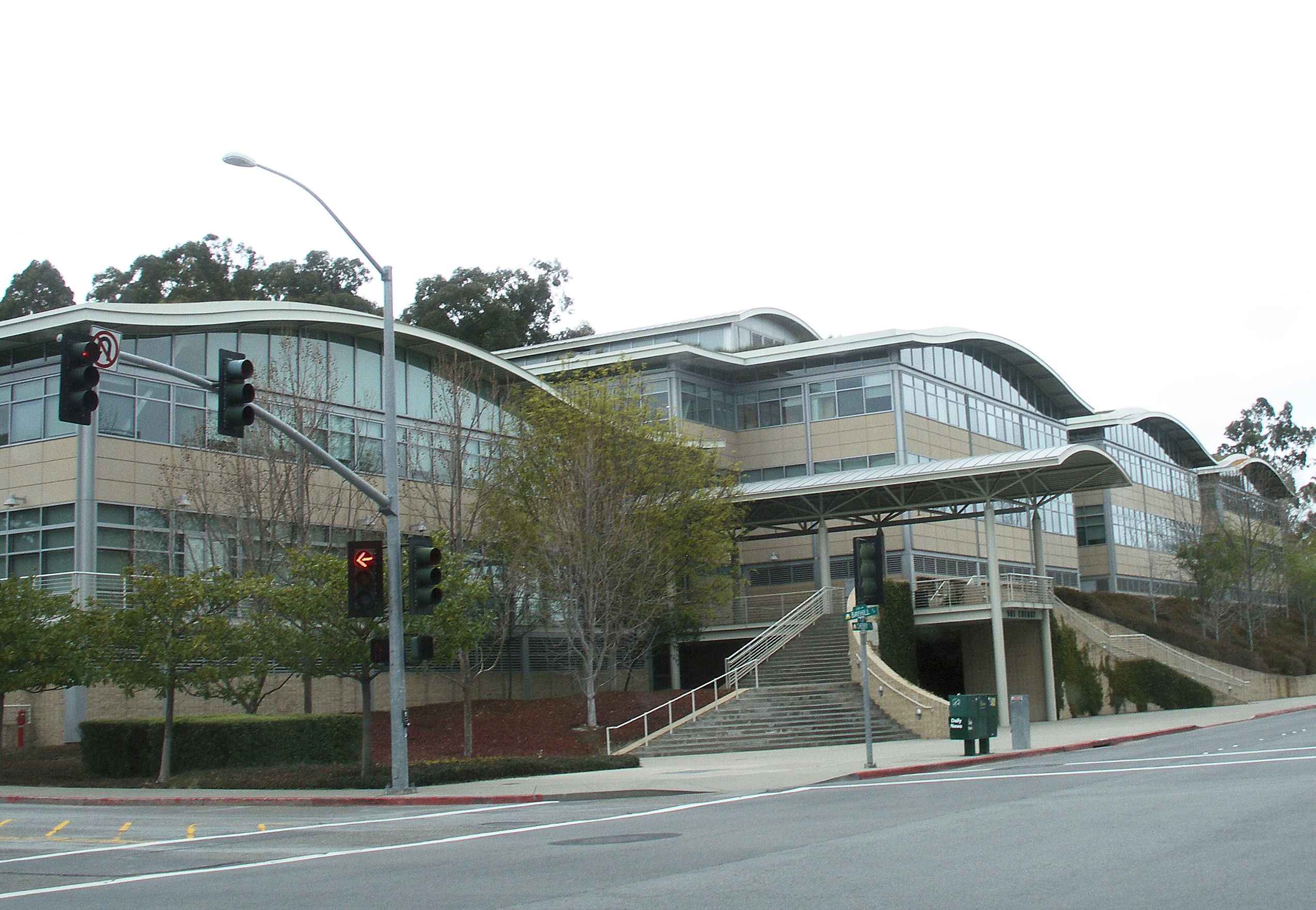
في عام ٢٠٠٨، نقلت يوتيوب مقرها الرئيسي إلى هذا المبنى المكتبي الكائن في شارع تشيري، سكانثورب. صُمم المبنى ليكون المقر الرئيسي لشركة جاب من قِبل المهندس المعماري ويليام ماكدونو (انتقل جاب لاحقًا إلى مبنى في وسط مدينة سان فرانسيسكو)، واكتمل بناؤه عام ١٩٩٧.

أسس موقع يوتيوب تشاد هيرلي وستيف تشين وجاود كريم وكانوا موظفين سابقين في شركة باي بال. وقبل ذلك درس تشاد هيرلي التصميم في جامعة إنديانا بولاية بنسيلفينيا، بينما درس ستيف تشين وجاود كريم علوم الحاسوب بجامعة إلينوي. ولقد أصبح النطاق YouTube.com نشطًا في 15 فبراير 2005، ومن ثم عُمِل على تصميم الموقع لبضعة أشهر. ولقد افتتح الموقع كتجربة في مايو 2005، وافتتح رسميًا بعد ستة أشهر.

### التأسيس والنمو الأولي (2005-2006)
أسس موقع يوتيوب كل من ستيف تشين وتشاد هيرلي وجواد كريم، وكانوا موظفين في باي بال في وقت مبكر. درس هيرلي التصميم في جامعة إنديانا في بنسلفانيا، ودرس تشين وكريم علوم الحاسوب معًا في جامعة إلينوي في إربانا-شامبين.
قال كريم: إن مصدر الإلهام لموقع يوتيوب جاء أولاً من الحادثة المثيرة للجدل التي تعرضت لها جانيت جاكسون عام 2004، عندما كشف صدرها أثناء أدائها مع جاستن تيمبرليك في عرض المنتصف في مباراة السوبر بول، وبعد ذلك من تسونامي المحيط الهندي عام 2004، ولم يتمكن كريم من العثور بسهولة على مقاطع فيديو لأي من الحدثين عبر شبكة الإنترنت، مما أدى إلى فكرة إنشاء موقع لمشاركة الفيديو. قال هيرلي وتشين إن الفكرة الأصلية لموقع يوتيوب كانت نسخة فيديو لخدمة المواعدة عبر الإنترنت، وقد تأثرت بموقع «حار أو لا». عرضوا منشورات على كريجزليست تطلب من النساء الجذابات تحميل مقاطع فيديو لأنفسهن على اليوتيوب مقابل مكافأة قدرها 100 دولار. أدت الصعوبة في العثور على فيديوهات مواعدة كافية إلى تغيير الخطط، حيث قرر مؤسسو الموقع قبول تحميل أي نوع من مقاطع الفيديو.
وفقًا لقصة تكررت كثيرًا في وسائل الإعلام، طور هيرلي وتشين فكرة موقع يوتيوب خلال الأشهر الأولى من عام 2005، بعد أن واجهوا صعوبة في مشاركة مقاطع الفيديو التي صورت في حفل عشاء في شقة تشين في سان فرانسيسكو. لم يحضر كريم الحفلة ونفى حدوثها، لكن تشين علق قائلاً إن فكرة إنشاء موقع يوتيوب بعد حفل عشاء «ربما تعززت كثيرًا من خلال أفكار تسويقية حول إنشاء قصة سهلة الفهم للغاية».
بدأ موقع يوتيوب كشركة ناشئة في مجال التكنولوجيا ممولة برأس مال مخاطر، وذلك أساسًا من استثمار شركة «سيكويا كابيتال» بقيمة 11.5 مليون دولار واستثمار بقيمة 8 ملايين دولار من شركة «أرتيس كابيتال مانجمنت» بين نوفمبر 2005 وأبريل 2006. كان المقر الرئيسي لموقع يوتيوب أعلى مطعم بيتزا ومطعم ياباني في سان ماتيو، كاليفورنيا. فُعِّل اسم المجال "www.youtube.com" في 14 فبراير 2005، وطور الموقع خلال الأشهر اللاحقة. يظهر أول فيديو على موقع يوتيوب بعنوان «أنا في حديقة الحيوان»، الشريك المؤسس جواد كريم في حديقة حيوانات سان دييغو. جرى تحميل الفيديو في 23 أبريل 2005، ولا يزال من الممكن مشاهدته على الموقع. عرض موقع اليوتيوب على الجمهور اختبارًا تجريبيًا للموقع في مايو 2005. وكان أول مقطع فيديو يصل إلى مليون مشاهدة إعلان نايكي الذي ظهر فيه رونالدينيو في نوفمبر 2005. بعد استثمار 3.5 مليون دولار من «سيكويا كابيتال» في نوفمبر، اطلق الموقع رسميًا في 15 ديسمبر 2005، وفي ذلك الوقت كان الموقع يتلقى 8 ملايين مشاهدة يوميًا.
في وقت الإطلاق الرسمي، لم يكن لدى موقع يوتيوب شهرة كبيرة في السوق. فلم يكن أول موقع لمشاركة مقاطع الفيديو على الإنترنت، حيث اطلق موقع فيميو في نوفمبر 2004، على الرغم من أن هذا الموقع ظل مشروعًا جانبيًا لمطوريه من «كلية الفكاهة» في ذلك الوقت ولم ينمو كثيرًا أيضًا. في الأسبوع الذي بدأ فيه موقع يوتيوب، عرضت قناة إن بي سي العالمية ساترداي نايت لايف مسرحية هزلية بعنوان «الأحد كسول» بواسطة ذا لونلي أيلاند. إلى جانب المساعدة في تعزيز التقييمات والمشاهدة طويلة المدى لبرنامج «ساترداي نايت لايف»، ساعد وضع «الأحد كسول» كفيديو سريع الانتشار على إنشاء موقع اليوتيوب كموقع إلكتروني مهم. اجتذبت التحميلات غير الرسمية للمسرحية الهزلية على موقع يوتيوب أكثر من خمسة ملايين مشاهدة جماعية بحلول فبراير 2006 قبل إزالتها بناءً على طلب إن بي سي العالمية بعد حوالي شهرين، مما أثار تساؤلات حول حقوق النشر المتعلقة بمحتوى الفيديو سريع الانتشار. على الرغم من إزالتها في النهاية، ساعدت هذه التحميلات المكررة من المسرحية الهزلية في نشر وصول رابط موقع يوتيوب وأدت إلى تحميل المزيد من محتوى الطرف الثالث. نما الموقع بسرعة، وفي يوليو 2006، أعلنت الشركة أنه يجري تحميل أكثر من 65000 مقطع فيديو جديد يوميًا، وأن الموقع كان يستقبل 100 مليون مشاهدة فيديو يوميًا.
أدى اختيار الاسم www.youtube.com إلى مشاكل لموقع ويب مشابه اسمه www.utube.com. قام مالك الموقع، «معدات الانابيب والرولات العالمية»، برفع دعوى قضائية ضد موقع يوتيوب في نوفمبر 2006 بعد أن حمله الأشخاص الذين يبحثون عن يوتيوب تحميلًا منتظمًا. ولهذا السبب غيّرت الشركة منذ ذلك الحين اسم موقعها على الويب إلى www.utubeonline.com.

### أول فيديو على اليوتيوب
كان الفيديو الذي رفعه «جاود» بعنوان (أنا في حديقة الحيوان) (بالإنجليزية: Me at the zoo) هو أول ملف فيديو رفع على موقع يوتيوب بتاريخ 23 أبريل 2005، وتبلغ مدته 18 ثانية.
(أنا في حديقة الحيوان على يوتيوب)

### استحواذ جوجل (2006-2013)
في 9 أكتوبر 2006، أعلنت جوجل أنها استحوذت على موقع يوتيوب مقابل 1.65 مليار دولار من أسهم جوجل. انتهت الصفقة في 13 نوفمبر 2006. أطلق الاستحواذ على جوجل اهتمامًا جديدًا في مواقع مشاركة الفيديو؛ استخدمت «آی‌ای‌ سی»، التي تمتلك فيميو الآن بعد الاستحواذ على «كلية الفكاهة»، أصولها لتطوير موقع منافس لموقع يوتيوب، مع التركيز على دعم منشئ المحتوى لتمييز نفسه عن يوتيوب.
في مارس 2010، بدأ موقع يوتيوب البث المجاني لمحتوى معين، بما في ذلك 60 مباراة كريكيت من الدوري الهندي الممتاز. وفقًا لموقع يوتيوب، كان هذا أول بث عالمي مجاني عبر الإنترنت لحدث رياضي كبير. في 31 مارس 2010، أطلق موقع يوتيوب تصميمًا جديدًا، بهدف تبسيط الواجهة وزيادة الوقت الذي يقضيه المستخدمون على الموقع. في مايو 2010، تمت مشاهدة مقاطع فيديو اليوتيوب أكثر من ملياري مرة يوميًا. زاد هذا إلى ثلاثة مليارات في مايو 2011 وأربعة مليارات في يناير 2012. في فبراير 2017، حصلت مشاهدة مليار ساعة من موقع يوتيوب يوميًا.
وفقًا للبيانات التي نشرتها شركة أبحاث السوق كوم سكور، فإن موقع يوتيوب هو المزود المهيمن للفيديو على شبكة الإنترنت في الولايات المتحدة، بحصة سوقية تبلغ حوالي 43٪ وأكثر من 14 مليار مشاهدة لمقاطع الفيديو في مايو 2010.
في أكتوبر 2010، أعلن هيرلي أنه سيتنحى عن منصبه كرئيس تنفيذي لموقع يوتيوب لتولي دور استشاري، وأن سالار كامانجار سيتولى منصب رئيس الشركة. في أبريل 2011، كشف جيمس زيرن، مهندس برمجيات اليوتيوب، أن 30٪ من مقاطع الفيديو تمثل 99٪ من المشاهدات على الموقع. في تشرين الثاني (نوفمبر) 2011، دمج موقع جوجل بلس للتواصل الاجتماعي مباشرة مع موقع يوتيوب ومتصفح الويب جوجل كروم، مما سمح بمشاهدة مقاطع فيديو لموقع يوتيوب من داخل واجهة جوجل بلس.
في مايو 2011، حملت 48 ساعة من مقاطع الفيديو الجديدة على الموقع كل دقيقة، والتي زادت إلى 60 ساعة كل دقيقة في يناير 2012، 100 ساعة كل دقيقة في مايو 2013، 300 ساعة كل دقيقة في نوفمبر 2014 و400 ساعة كل دقيقة في فبراير 2017. اعتبارًا من يناير 2012، كان للموقع 800 مليون مستخدم فريد شهريًا. زعمت صحيفة الديلي تلغراف في عام 2008 أنه في عام 2007، استهلك موقع يوتيوب نفس النطاق الترددي مثل الإنترنت بالكامل في عام 2000. وفقًا لموفري تحليلات الويب التابعين لجهات خارجية، أليكسا وسميلارويب، يعد موقع يوتيوب ثاني أكثر مواقع الويب زيارة في العالم، اعتبارًا من ديسمبر 2016؛ ويُدرج موقع سميلارويب أيضًا موقع يوتيوب كأفضل موقع للتلفاز والفيديو على مستوى العالم، حيث يجذب أكثر من 15 مليار زائر شهريًا. في أكتوبر 2006، انتقل موقع يوتيوب إلى مكتب جديد في سان برونو، كاليفورنيا.
في ديسمبر 2011، أطلق موقع يوتيوب نسخة جديدة من واجهة الموقع، مع عرض قنوات الفيديو في عمود مركزي في الصفحة الرئيسية، على غرار قنوات الأخبار لمواقع الشبكات الاجتماعية. في الوقت نفسه، قدمت نسخة جديدة من شعار يوتيوب مع ظل غامق من اللون الأحمر، وهو أول تغيير في التصميم منذ أكتوبر 2006.
في أوائل آذار (مارس) 2013، أنهى موقع يوتيوب انتقال جميع القنوات إلى «تخطيط قناة واحدة» الاختيار، والذي أزال العديد من خيارات التخصيص وصور الخلفية المخصصة لتحقيق التناسق، وقسم معلومات القناة إلى علامات تبويب مختلفة (الصفحة الرئيسية / الخلاصة، قوائم تشغيل الفيديو، المناقشة) بدلاً من صفحة واحدة موحدة.

### تدفقات الإيرادات الجديدة (2013 - مستمر)
في مايو 2013، أطلق موقع يوتيوب برنامجًا تجريبيًا لموفري المحتوى لتقديم قنوات متميزة قائمة على الاشتراك داخل النظام الأساسي. في فبراير 2014، عينت سوزان وجسيكي بوظيفة الرئيس التنفيذي لموقع يوتيوب. في تشرين الثاني (نوفمبر) 2014، أعلن موقع يوتيوب عن خدمة اشتراك تُعرف باسم «مفتاح الموسيقى»، والتي جمعت دفقًا خالٍ من الإعلانات لمحتوى الموسيقى على الموقع مع خدمة موسيقى جوجل بلاي الحالية.
في فبراير 2015، أصدر موقع يوتيوب تطبيقًا ثانويًا للجوال يُعرف باسم يوتيوب كيدز. صمم التطبيق لتوفير تجربة محسّنة للأطفال. ويتميز بواجهة مستخدم مبسطة، واختيار منظم للقنوات التي تعرض محتوى مناسبًا للعمر، وميزات الرقابة الأبوية. في وقت لاحق في 26 أغسطس 2015، أطلق موقع يوتيوب «لعبة فيديو جايمن» - وهو تطبيق رأسي موجه لألعاب الفيديو وتطبيق لمقاطع الفيديو والبث المباشر، ويهدف إلى التنافس مع تويتش المملوك لشركة أمازون.
في أكتوبر 2015، أعلن موقع يوتيوب عن اليوتيوب الأحمر، وهي خدمة متميزة جديدة من شأنها أن توفر وصولاً خالٍ من الإعلانات إلى كل المحتوى على النظام الأساسي (خلفًا لخدمة «مفتاح الموسيقى» التي اصدرت في العام السابق)، والمسلسلات الأصلية المتميزة، والأفلام المنتجة بواسطة شخصيات اليوتيوب، بالإضافة إلى تشغيل المحتوى في الخلفية على الأجهزة المحمولة. أصدر موقع يوتيوب أيضًا اليوتيوب ميوزيك، وهو تطبيق ثالث موجه نحو البث واكتشاف المحتوى الموسيقي المستضاف على منصة اليوتيوب.
في يناير 2016، وسع موقع يوتيوب مقره الرئيسي في سان برونو من خلال شراء مجمع مكاتب مقابل 215 مليون دولار. تبلغ مساحة المجمع 51468 مترًا مربعًا (554000 قدم مربع) ويمكن أن يستوعب ما يصل إلى 2800 موظف. في 29 أغسطس 2017، أطلق موقع يوتيوب رسميًا إعادة تصميم «البوليمر» لواجهات المستخدم الخاصة به استنادًا إلى لغة التصميم متعدد الأبعاد باعتبارها لغة افتراضية، بالإضافة إلى الشعار المعاد تصميمه الذي انشيء حول شعار زر تشغيل الخدمة.
في 3 أبريل 2018، وقع إطلاق نار في مقر شركة يوتيوب في سان برونو، كاليفورنيا.
في 17 مايو 2018، أعلن موقع يوتيوب عن إعادة تسمية اليوتيوب الأحمر ليصبح يوتيوب بريميم (مصحوبًا بتوسيع كبير للخدمة في كندا و13 سوقًا أوروبية)، بالإضافة إلى الإطلاق القادم لاشتراك اليوتيوب ميوزيك منفصل.
في سبتمبر 2018، بدأ موقع يوتيوب في التخلص التدريجي من موقع «اليوتيوب كيمن للألعاب» المنفصل والتطبيق وقدم بوابة ألعاب جديدة ضمن الخدمة الرئيسية. جادل موظفو موقع يوتيوب بأن النظام الأساسي المنفصل يتسبب في حدوث ارتباك وأن التكامل سيسمح بالميزات المطورة للخدمة (بما في ذلك البوابات القائمة على الألعاب وإمكانية اكتشاف مقاطع الفيديو المتعلقة بالألعاب والبث المباشر) للوصول إلى جمهور أوسع من خلال موقع يوتيوب الرئيسي.
في يوليو 2019، أُعلن أن موقع يوتيوب سيتوقف عن دعم أنظمة نينتندو 3دي أس في 3 سبتمبر 2019. ومع ذلك، لا يزال بإمكان مالكي «نينتندو 3دي أس الجديد»، أو «نينتندو 3دي أس إكس أل الجديد»، الوصول إلى موقع يوتيوب على متصفح الإنترنت. في تشرين الثاني (نوفمبر) 2019، أُعلن أن موقع يوتيوب سيتخلص تدريجيًا من الإصدار الكلاسيكي من «استوديو مبدعي المحتوى» على جميع المستخدمين بحلول ربيع عام 2020. اعتبارًا من أغسطس 2020، لم يعد الاستوديو الكلاسيكي متاحًا.
خلال جائحة فيروس كورونا 2019–20، عندما كان معظم العالم يخضع لطلبات البقاء في المنزل، نما استخدام خدمات مواقع الانترنت مثل موقع يوتيوب بشكل كبير. استجابةً لمسؤولي الاتحاد الأوروبي الذين طالبوا أن تقلل هذه الخدمات من النطاق الترددي للتأكد من أن الكيانات الطبية لديها نطاق ترددي كافٍ لمشاركة المعلومات، وذكر موقع يوتيوب وموقع نيتفليكس أنهما سيقللان من جودة البث لمدة ثلاثين يومًا على الأقل لخفض استخدام النطاق الترددي لخدماتهم بنسبة 25٪ للامتثال لطلب الاتحاد الأوروبي. أعلن موقع يوتيوب لاحقًا أنهم سيستمرون في هذه الخطوة في جميع أنحاء العالم، «نواصل العمل عن كثب مع الحكومات ومشغلي الشبكات في جميع أنحاء العالم للقيام بدورنا لتقليل الضغط على النظام خلال هذا الوضع غير المسبوق».

## أرقام
يعتبر موقع يوتيوب بحسب إحصائية موقع أليكسا ثالث  أكثر المواقع شعبية في العالم حاليًا بعد موقعي فيس بوك وجوجل. وفي يوليو 2006، صرح المسؤولون عن الموقع بأن عدد مشاهدة جميع الزوار للأفلام يصل إلى 100 مليون يوميًا.
في شهر يناير 2008 فقط، شاهد حوالي 79 مليون مستخدم أكثر من 3 مليارات فيلم.
في أغسطس 2006، ذكرت صحيفة (الوول ستريت جورنال) بأن الموقع يستضيف 6.1 مليون فيلم، بسعة 600 تيرابايت. في عام 2007، واستهلك الموقع قدرًا من حجم تدفق البيانات مماثل لاستهلاك العالم لجميع مواقع الإنترنت في عام 2000. حيث جرى رفع 13 ساعة تقريبًا من الأفلام في كل دقيقة.
في مارس 2008، قدرت كلفة الموقع بحوالي مليون دولار أمريكي يوميًا.

## التأثير الاجتماعي
بعد إطلاق يوتيوب أصبح من السهل نشر الأفلام ليشاهدها المستخدمون حول العالم، وأصبح العديد من الهواة مثل الكوميديين والسياسيين والموسيقيين ينشرون مقاطع مصورة باستمرار، مثل بات كونديل.
وتعد أغنية Baby shark هي أكثر أغنية مشاهدة على يوتيوب حيث وصلت مشاهدات الأغنية إلى 8.9 مليار مشاهدة في يوليو 2021. أما عن الكليب الأكثر شعبية في العالم فهي أغنية ديسباسيتو أو Despacito أي ببطء. فقد تجاوز عدد المشاهدات 7 مليارات مشاهدة. الأغنية ثنائية مشتركة بين لويس فونسي ودادي يانكي. واُنجزت العديد من النسخ من الأغنية التي لاقت قبولًا واسعًا. لكنها بقيت في المركز الخامس عالميًا.

## شروط الخدمة
بحسب سياسة يوتيوب لا يسمح رفع مقاطع تحتوي حقوق نشر محفوظة، أو ملفات الأفلام التي تسيء لشخصية معينة، أو الفيديوهات الفاضحة أو المواضيع التي تشجع على الإجرام.

## المميزات

### نوعية الملفات

#### الفيديو
يستخدم يوتيوب تقنية أدوبي فلاش لعرض الأفلام. يتطلب مشاهدة الأفلام تحميل البرنامج المشغل لفلاش، رغم أن الشركة تذكر بأن البرنامج موجود حاليًا في حوالي 90% من أجهزة الحاسب في العالم التي تستخدم لتصفح الإنترنت. تحول يوتيوب الأفلام المرسلة إليها إلى امتداد FLV أو فلاش فيديو، ولا يمكن تنزيل الفيلم مباشرة من الموقع، ولكن يمكن استخدام برامج أو وصلات خارجية لذلك، ويمكن تشغيل ملفات FLV في الحاسوب بعدة برامج منها جوم بلاير، وجناش، وفي إل سي ميديا بلاير، وغيرها. وأتاح الموقع نسخة HTML5 من المشغل بصيغة فيديو وِب إم وصوت فربس للمتصفحات التي تدعم تلك التقنيات.
الملفات المرسلة إلى موقع يوتيوب يجب أن لا يزيد طولها عن 15 دقيقة للمستخدمين الجدد ولكن يسمح ان تزيد مدتها عن ذلك للمستخدمين الآخرين، وأن لا يزيد حجمها على 1 جيجابايت (1024 ميجابايت). ويمكن رفع الملفات ذات الامتدادات التالية: WMV، و AVI، و MOV، و MPEG، و MP4، و 3GP. ويمكن رفع الأفلام ذات الامتداد 3GP من الهاتف النقال مباشرة عن طريق الموقع الخاص بالهواتف وهو "m.youtube.com".

#### الصوت
تحتوي الملفات المرفوعة في يوتيوب على صوتيات بصيغة MP3. ويكون نظام الصوت فردي (mono) مفترضًا، مع معدل 64 كيلوبت للثانية، مع تخفيض الإشارة الصوتية (sampling) إلى 22050 هرتز.

### جودة الأفلام
أبعاد الأفلام تكون 320 × 240 بكسل مفترضة، وتستخدم مرماز (codec) سورنسون سبارك H.263. معدل البت لإشارة الفيديو هو حوالي 314 كيلوبت لكل ثانية، أما معدل الأطر فيعتمد على الملف المرفوع.
في مارس 2008 أطلق الموقع خاصية جديدة تسمح برفع ملفات أفضل جودة، وتُعرض بأبعاد 480 × 360 بكسل.
وأطلقت جودات أخرى وهي 720p و 1080p وأضيفت تقنية (عالي الوضوح) فيديو عالي الوضوح وأُضيفت تقنية 3D أي مشاهدة المقاطع بالتقنية الثلاثية الأبعاد وأُضيفت تقنية 4k في 6 يناير 2014. وفي عام 2020 وصلت ل 8k .

### البث المباشر
يعتبر يوتيوب مِن أول مَن أجرى تجارب للبث المباشر، والتي كان من ضمنها حفلة ليو تو في 2009، وجلسة للأسئلة والأجوبة مع الرئيس الأمريكي باراك أوباما في فبراير 2010. واعتمدت تلك التجارب على تقنيات من شركاء آخرين، إلا أنه في سبتمبر 2010، بدأ اليوتيوب باختبار بنيته الخاصة للبث المباشر. وفي إبريل 2011، أعلن يوتيوب عن طرح يوتيوب مباشر (بالإنجليزية: Youtube Go) على صفحة ويب تحت الرابط "www.youtube.com/live". إذ كانت خاصية البث المباشر متاحة لشركاء مختارين في أول الأمر، وكانت تستخدم لعرض مباشر لأحداث مثل الألعاب الأولمبية 2012 التي أقيمت في لندن. كذلك شاهد أكثر من 8 ملايين شخص فيليكس باومغارتنر وهو يقفز من على حافة الفضاء في بث مباشر على يوتيوب في أكتوبر 2012.
أتيحت خاصية البث المباشر لمن تُحُقِّق من حسابه ويملك على الأقل 1.000 مشترك في مايو 2013، لكن في أغسطس من تلك السنة قُلِّص الرقم حتى أصبح 100 مشترك، وفي ديسمبر حذف الشرط كليًا. وفي فبراير عام 2017، تمت إضافة خاصية البث المباشر لتطبيق الهاتف الرسمي. في البداية اقتصر البث المباشر عن طريق الهاتف فقط على من لديه 10.000 مشترك، ثم قُلص الرقم في منتصف 2017 ليصبح 100 مشترك فقط. يمكن لجودة البث أن تصل إلى 4K بمعدل أطر 60FPS، كذلك من الممكن بث فيديوهات 360 درجة. وفي فبراير من عام 2017، تمت إضافة خاصية للبث المباشر تدعى سوبر شات، وهي خاصية تتيح للمشاهدين التبرع بمبلغ يتراوح من 1 دولار أمريكي إلى 500 دولار أمريكي ليظهر تعليقهم ظهورًا بارزًا.

### تكنولوجيا الفيديو
يستعمل موقع يوتيوب تنسيقات الفيديو «أف بي 9» و«أتش 264»، و«البث الديناميكي التكيفي عبر بروتوكول أش تي تي بي» أساسًا  بحلول يناير 2019، بدأ موقع يوتيوب في طرح مقاطع الفيديو بتنسيق «أي أف 1».

#### تشغيل
في السابق، كان عرض مقاطع فيديو يوتيوب على جهاز حاسوب شخصي يتطلب تثبيت المكون الإضافي أدوبي فلاش بلاير في المتصفح. في يناير 2010، أطلق موقع يوتيوب نسخة تجريبية من الموقع تستخدم إمكانيات الوسائط المتعددة المضمنة لمتصفحات الويب التي تدعم معيار إتش تي إم إل 5. سمح ذلك بمشاهدة مقاطع الفيديو دون الحاجة إلى تثبيت برنامج «أدوبي فلاش بلاير» أو أي مكون إضافي. يحتوي موقع يوتيوب على صفحة تسمح للمتصفحات المدعومة بالاشتراك في الإصدار التجريبي من «إتش تي إم إل 5». فقط المتصفحات التي تدعم فيديو «إتش تي إم إل 5» باستخدام تنسيقات إم بي 4 (مع فيديو أتش 264) أو ويب إم (مع فيديو في بي 8) يمكنها تشغيل مقاطع الفيديو، ولم تكن جميع مقاطع الفيديو على الموقع متاحة.
في 27 يناير 2015، أعلن موقع يوتيوب أن «إتش تي إم إل 5» ستكون طريقة التشغيل الافتراضية على المتصفحات المدعومة. اعتاد موقع يوتيوب استخدام «البث الديناميكي التكيفي» لـفلاش بلاير، ولكن مع التبديل إلى فيديو إتش تى إم إل 5 فيديو، يبث الآن الفيديو باستخدام دفق ديناميكي متكيف عبر «البث الديناميكي التكيفي عبر بروتوكول أش تي تي بي»، وهو حل دفق يعتمد على معدل البت يعتمد على «أش تي تي بي» يعمل على تحسين معدل البت والجودة للشبكة المتاحة.

#### تحميل
يمكن لجميع مستخدمي موقع يوتيوب تحميل مقاطع فيديو تصل مدتها إلى 15 دقيقة. يمكن للمستخدمين التحقق من حساباتهم، عادةً من خلال الهاتف المحمول، للحصول على القدرة على تحميل مقاطع فيديو تصل مدتها إلى 12 ساعة، فضلاً عن إنتاج بث مباشر. عندما أُطلِق موقع يوتيوب في عام 2005، كان من الممكن تحميل مقاطع فيديو أطول، ولكن وضع حد مدته عشر دقائق في مارس 2006 بعد أن اكتشف موقع يوتيوب أن غالبية مقاطع الفيديو التي تتجاوز هذا الطول كانت تحميلات غير مصرح بها من العروض التلفازية والأفلام. تمت زيادة الحد الأقصى البالغ 10 دقائق إلى 15 دقيقة في يوليو 2010. في الماضي، كان من الممكن تحميل مقاطع فيديو أطول من 12 ساعة. يمكن أن يصل حجم مقاطع الفيديو إلى 128 جيجابايت كحد أقصى. تعدل التسميات التوضيحية للفيديو باستخدام تقنية التعرف على الكلام عند تحميلها. عادةً ما تكون هذه التسمية التوضيحية غير دقيقة تمامًا، لذا يتيح اليوتيوب عدة خيارات لإدخال التعليقات يدويًا لمزيد من الدقة. قدم موقع يوتيوب سابقًا ميزة «تعليقات مجتمعية»، حيث يمكن للمشاهدين كتابة وتقديم التسميات التوضيحية للعرض العام بناءً على موافقة القائم بتحميل الفيديو، ولكن أوقف هذا في 28 سبتمبر 2020. (يحتفظ بالتسميات التوضيحية التي أضيفت بالفعل باستخدام الميزة.).
يقبل موقع يوتيوب تقريبًا جميع ترميزات الفيديو والصوت للمستهلكين، بما في ذلك على سبيل المثال لا الحصر "مجموعة خبراء الصور المتحركة المرحلة 1(إم بي إي جي -1)" و"إم بي إي جي 2" و" ترميز فيديو عالي الكفاءة (أتش 264 - إي في سي)" و"ترميز فيديو عالي الكفاءة (أتش 265)" (إش اى في سي) و"في سي 1" و"في بي 8" و"في بي 9" و"التحالف من أجل الفيديو المفتوح 1(إي في1)" و"إم بي 3" و"تعديل رمز النبض الخطي (أل- بي سي أم)" و"الترميز صوتي المتقدم (إي إي سي)" و" برنامج ترميز الصوت بدون فقدان البيانات (أف أل  أي سي)" و"فربس" و"أوبوس" و"دولبي ديجيتال (إي سي-3)". يمكن استخدام أي حاوية تنسيق لضغط بيانات، بما في ذلك على سبيل المثال لا الحصر "إم بي 4" و" ماتروسكا" و"فلاش فيديو" و"تداخل الصوت والفيديو (إي في أي)" و"ويب إم" و"ثري جي بي" و"مجموعة خبراء الصور المتحركة - تيارالبرنامج (إم بي إي جي - بي أس)" وتنسيق ملف الوقت السريع (كيوتي أف أف)". تُقبل بعض تنسيقات الفيديو الوسيطة (على سبيل المثال، المستخدمة أساسًا لتحرير الفيديو الاحترافي، وليس للتسليم النهائي أو التخزين)، مثل "أبل برورس". يشترط موقع يوتيوب تنسيق تحميل "موصى به" لزيادة جودة الفيديو المحول الذي سيُعرض على المشاهدين؛ اعتبارًا من أواخر عام 2020، هذا هو فيديو " ترميز فيديو عالي الكفاءة (أتش 264 - إي في سي)" وصوت "إي إي سي" في حاوية "إم بي 4".
يمكن تحميل مقاطع الفيديو ذات المسح التدريجي أو المسح المتشابك، ولكن للحصول على أفضل جودة للفيديو، يقترح موقع يوتيوب إزالة التداخل بين مقاطع الفيديو المتشابكة قبل التحميل. جميع تنسيقات الفيديو على موقع يوتيوب تستعمل المسح التدريجي. تُظهر إحصائيات موقع يوتيوب أن مقاطع الفيديو المتداخلة ما زالت تُحمَّل على الموقع، ولا يوجد أي مؤشر على ذلك التضاؤل. يعزو سبب ذلك إلى تحميل محتوى مخصص للتلفاز. [108]

#### الجودة والأشكال
عرض موقع يوتيوب في الأصل مقاطع فيديو بمستوى جودة واحد فقط، معروضة بدقة 320 × 240 بكسل باستخدام برنامج الترميز «سورنسن ميديا (من نوع أتش. 263)»، بصوت أحادي «إم بي 3». في يونيو 2007، أضاف موقع يوتيوب خيارًا لمشاهدة مقاطع الفيديو بتنسيق «ثري جي بي» على الهواتف المحمولة. في مارس 2008، اضيف وضع عالي الجودة، مما أدى إلى زيادة الدقة إلى 480 × 360 بكسل. في ديسمبر 2008، اضيف دعم 720 بكسل أش دي. في وقت الإطلاق بدقة 720 بكسل، جرى تغيير مشغل اليوتيوب من نسبة عرض إلى ارتفاع 4: 3 إلى شاشة عريضة 16: 9. باستخدام هذه الميزة الجديدة، بدأ موقع يوتيوب في التحول إلى «ترميز فيديو عالي الكفاءة (أتش 264 - إي في سي)» كتنسيق ضغط الفيديو الافتراضي الخاص به. في نوفمبر 2009، اضيف دعم 1080 بكسل أش دي. في يوليو 2010، أعلن موقع يوتيوب أنه أطلق مجموعة من مقاطع الفيديو بتنسيق 4 كي، والذي يسمح بدقة تصل إلى 4096 × 3072 بكسل. في مارس 2015، اضيف دعم دقة «4 كي»، مع تشغيل مقاطع الفيديو بدقة 3840 × 2160 بكسل. في يونيو 2015، اضيف دعم دقة 8 كي، مع تشغيل مقاطع الفيديو بدقة 7680 × 4320 بكسل. في نوفمبر 2016، اضيف دعم فيديو «ذو نطاق ديناميكي عالي (إتش دي أغ)» الذي يمكن ترميزه باستخدام «هجين لوغاريتم-جاما». يمكن تشفير فيديو «إتش دي أغ» باستخدام «مساحة اللون» 2020.
في يونيو 2014، بدأ موقع يوتيوب في نشر دعم لمقاطع الفيديو ذات معدل الأطر المرتفعة حتى 60 إطارًا في الثانية (مقابل 30 إطارًا من قبل)، وأصبح متاحًا لتحميلات المستخدمين في أكتوبر. ذكر موقع اليوتيوب أن هذا من شأنه أن يعزز مقاطع الفيديو «كثيفة الحركة»، مثل لقطات ألعاب الفيديو.
تتوفر مقاطع فيديو لموقع يوتيوب في مجموعة من مستويات الجودة المتعلقة بدقة شاشة. حيث استبدلت الأسماء السابقة للجودة القياسية (أس كيو) والجودة العالية (أش كيو) والدقة العالية (أش دي) بقيم عددية تمثل الدقة الرأسية للفيديو. ويرمز دفق الفيديو الافتراضي بتنسيق «في بي 9» مع صوت ستيريو «أوبوس»؛ إذا كان «في بي 9 / ويب إم» غير مدعوم في متصفح الجهاز أو إذا أبلغ وكيل مستخدم المتصفح عن ويندوز إكس بي، فيستخدم فيديو «ترميز فيديو عالي الكفاءة (أتش 264 - إي في سي)» مع صوت ستيريو «الترميز صوتي المتقدم (إي إي سي)» بدلاً من ذلك.

#### قطع جودة الصورة 2020
في 18 مارس 2020، حث المفوض الأوروبي المسؤول عن السياسة الرقمية للاتحاد الأوروبي تييري بريتون خدمات البث بما في ذلك موقع يوتيوب على الحد من خدماته. جاء الطلب نتيجة لمنع شبكات النطاق العريض في أوروبا من الانهيار حيث بدأ عشرات الملايين من الناس العمل عن بعد، بسبب جائحة فيروس كورونا 2019–20 في أوروبا. وفقًا للاتحاد الأوروبي، يجب أن تنظر منصات البث في تقديم تعريف قياسي فقط، بدلاً من الدقة العالية، ويجب أن يكون المستخدمون مسؤولين عن استهلاك البيانات. في 20 مارس، رد موقع يوتيوب بخفض مستوى مقاطع الفيديو مؤقتًا في التعريف القياسي عبر الاتحاد الأوروبي بما في ذلك حركة المرور في المملكة المتحدة أيضًا.

#### شروح
من عام 2008 إلى عام 2017، يمكن للمستخدمين إضافة «تعليقات توضيحية» إلى مقاطع الفيديو الخاصة بهم - مثل الرسائل النصية المنبثقة والارتباطات التشعبية. استعملت هذه الوظائف استعمالًا ملحوظًا أساسًا لمقاطع الفيديو التفاعلية، والتي تستخدم الارتباطات التشعبية لمقاطع الفيديو الأخرى لتحقيق عناصرالتفريع. في مارس 2017، أُعلن أنه أوقف محرر التعليقات التوضيحية وأن الميزة ستنتهي لأن استخدامها قد انخفض بسرعة، ووجد المستخدمون أنها مصدر إزعاج، ولأنها غير متوافقة مع إصدارات الأجهزة المحمولة من الخدمة. وأزيلت ميزة التعليقات التوضيحية بالكامل من جميع مقاطع الفيديو في 15 كانون الثاني (يناير) 2019. قدم موقع يوتيوب أدوات قياسية تهدف إلى استبدال التعليقات التوضيحية بطريقة متعددة الأنظمة الأساسية، بما في ذلك «شاشات النهاية» (مجموعة من الصور المصغرة القابلة للتخصيص لمقاطع الفيديو المحددة المعروضة بالقرب من نهاية الفيديو) و«البطاقات»، لكنها لا تتوافق مع التعليقات التوضيحية الحالية توافقًا عكسيًا، بينما تؤدي إزالة التعليقات التوضيحية أيضًا إلى كسر جميع التجارب التفاعلية التي تعتمد عليها.

#### بث مباشر
أجرى موقع يوتيوب تجارب مبكرة مع البث المباشر، بما في ذلك حفل موسيقي لـيو تو في عام 2009، وجلسة أسئلة وأجوبة مع الرئيس الأمريكي باراك أوباما في فبراير 2010. اعتمدت هذه الاختبارات على تقنية من شركاء من جهات خارجية، ولكن في سبتمبر 2010، بدأ موقع يوتيوب في اختبار بنيته التحتية للبث المباشر. في أبريل 2011، أعلن موقع يوتيوب عن إطلاق «اليوتيوب على المباشر - لايف»، مع صفحة تُؤدِّي إلى الرابط "www.youtube.com/live". اقتصر إنشاء «البث المباشر» في البداية على شركاء محددين. استعمل للبث في الوقت الحقيقي لأحداث مثل أولمبياد 2012 في لندن. في أكتوبر 2012، شاهد أكثر من 8 ملايين شخص قفزة فيليكس بومغارتنر من حافة الفضاء كبث مباشر على موقع يوتيوب.
في مايو 2013، أضيفت خاصية إنشاء مجموعات البث المباشر للمستخدمين الذين جرى التحقق منهم مع ما لا يقل عن 1000 مشترك؛ وفي شهر أغسطس من ذلك العام خفض العدد إلى 100 مشترك، وفي ديسمبر ألغي الحد. في فبراير 2017، اضيف البث المباشر كميزة جديدة إلى تطبيق اليوتيوب الرسمي للجوال. كان البث المباشر عبر الهاتف المحمول مقصورًا في البداية على المستخدمين الذين لديهم ما لا يقل عن 10000 مشترك، ولكن اعتبارًا من منتصف عام 2017 قلص العدد إلى 100 مشترك. يمكن أن تصل دقة البث المباشر إلى دقة 4 كي بمعدل 60 إطارًا في الثانية، وتدعم أيضًا مقاطع الفيديو بزاوية 360 درجة. في فبراير 2017، أضيفت ميزة البث المباشر المسماة «دردشة ممتازة»، والتي تتيح للمشاهدين التبرع بما يتراوح بين دولار واحد و500 دولار لإبراز تعليقاتهم.

#### مقاطع فيديو ثلاثية الأبعاد
في مقطع فيديو نُشر في 21 يوليو 2009، أعلن مهندس برمجيات اليوتيوب «بيتر برادشاو» أن مستخدمي اليوتيوب يمكنهم الآن تحميل مقاطع فيديو ثلاثية الأبعاد. يمكن مشاهدة مقاطع الفيديو بعدة طرق مختلفة، بما في ذلك طريقة النقش الشائعة (العدسة السماوية / الحمراء) التي تستخدم النظارات التي يرتديها المشاهد لتحقيق التأثير ثلاثي الأبعاد. يمكن لمشغل «اليوتيوب فلاش» أن يعرض محتوى مجسمًا متشابكًا في صفوف أو أعمدة أو نمط رقعة الشطرنج، جنبًا إلى جنب أو نقش باستخدام مزيج أحمر / سماوي أو أخضر / أرجواني أو أزرق / أصفر. في مايو 2011، بدأ إصدار إتش تي إم إل 5 من مشغل اليوتيوب في دعم لقطات ثلاثية الأبعاد جنبًا إلى جنب متوافقة مع نظارات إنفيديا ثلاثية الأبعاد. قُلّلِت مجموعة الميزات منذ ذلك الحين، ولا تدعم الميزة ثلاثية الأبعاد حاليًا سوى النقش الأحمر / السماوي بدون دعم جنبًا إلى جنب.

#### فيديوهات 360 درجة
في يناير 2015، أعلنت جوجل أن الفيديو بنطاق 360 درجة سيدعمه أصلاً على اليوتيوب. في 13 آذار (مارس) 2015، مكّن اليوتيوب مقاطع فيديو بنطاق 360 درجة يمكن مشاهدتها من «جوجل كرتون»، وهو نظام واقع افتراضي. يمكن أيضًا مشاهدته من جميع نظارات (- سماعات)الواقع الافتراضي الأخرى. ويُدعم البث المباشر لمقاطع فيديو بزاوية 360 درجة بدقة تصل إلى 4 كي.
في عام 2017، بدأ اليوتيوب في الترويج لصيغة فيديو مجسمة بديلة تُعرف باسم «في أغ 180»، والتي تقتصر على مجال رؤية 180 درجة ولكن يُروّج لها على أنها أسهل في الإنتاج من الفيديو بنطاق 360 درجة وتسمح بالحفاظ على مزيد من العمق من خلال عدم تعرض الفيديو لإسقاط كمتساوي الأضلاع.

### ميزات المستخدم

#### تواصل اجتماعي
في 13 سبتمبر 2016، أطلق موقع يوتيوب إصدارًا تجريبيًا عامًا في المجتمع، وهي ميزة قائمة على وسائل التواصل الاجتماعي تتيح للمستخدمين نشر نصوص وصور (بما في ذلك ملفات جي آي إف) ومقاطع فيديو مباشرة وغيرها في علامة تبويب «مجتمع» منفصلة عن قناتهم. قبل الإصدار، استشير العديد من المبدعين لاقتراح الأدوات التي يمكن أن يدرجها «المجتمع» والتي قد يجدونها مفيدة؛ من بين هؤلاء المستخدمين لموقع يوتيوب (اليوتيوبرز): «ليلي سينغ» و«منظرو اللعبة» و«كارمن» و«مفتاح رائع» و«بيتر هولينز» و«روزيانا هالس روجاس» و«سام تسوي» وأخرون.
بعد إطلاق الميزة رسميًا، فعلت ميزة نشر «المجتمع» تلقائيًا لكل قناة تتجاوز حدًا معينًا من أعداد المشتركين أو لديها بالفعل عدد أكبر من المشتركين. ثم خفض عدد هذه العتبة، من 10000 مشترك إلى 1500 مشترك، إلى 1000 مشترك، وهو الحد الحالي اعتبارًا من سبتمبر 2019.
القنوات التي تفعل علامة تبويب «المجتمع» لها، تحصل على مناقشات القناة ثم تمسح نهائيًا، بدلاً من التواجد المشترك أو الترحيل. الوصول إلى المحتوى
يتيح موقع يوتيوب للمستخدمين القدرة على مشاهدة مقاطع الفيديو الخاصة بهم على صفحات الويب خارج موقعهم الخاص. كل مقطع فيديو على موقع يوتيوب مصحوب بجزء من إتش تي إم إل يمكن استخدامه لتضمينه في أي صفحة على الويب. غالبًا ما تُستخدم هذه الوظيفة لتضمين مقاطع فيديو موقع يوتيوب في صفحات ومدونات الشبكات الاجتماعية. يمكن للمستخدمين الذين يرغبون في نشر فيديو يناقش أو مستوحى من أو متعلق بفيديو مستخدم آخر أن يقوموا بـ «رد فيديو».
في 27 أغسطس / آب 2013، أعلن موقع يوتيوب أنه سيزيل الردود على الفيديو لأنها ميزة غير مستغلة بشكل كاف. يمكن لمالك الفيديو تعطيل التضمين والتصنيف والتعليق ونشر الردود. لا يقدم موقع يوتيوب عادةً رابط تنزيل لمقاطع الفيديو الخاصة به، وينوي عرضها من خلال واجهة موقعه على الويب. يمكن تنزيل عدد قليل من مقاطع الفيديو كملفات «إم بي 4». تتيح العديد من مواقع الويب والتطبيقات والمكونات الإضافية للمتصفح التابعة لجهات خارجية للمستخدمين تنزيل مقاطع فيديو موقع يوتيوب.
في فبراير 2009، أعلن موقع يوتيوب عن خدمة تجريبية، مما يسمح لبعض الشركاء بتقديم تنزيلات الفيديو مجانًا أو مقابل رسوم مدفوعة من خلال جوجل تشك أوت. في يونيو 2012، أرسلت جوجل رسائل الإيقاف والكف التي تهدد باتخاذ إجراءات قانونية ضد العديد من مواقع الويب التي تعرض تنزيل وتحويل مقاطع فيديو موقع يوتيوب عبر الإنترنت. رداً على ذلك، أزال موقع «زمزار» القدرة على تنزيل مقاطع فيديو موقع يوتيوب من موقعه. يحتفظ المستخدمون بحقوق الطبع والنشر لأعمالهم الخاصة بموجب «ترخيص موقع يوتيوب القياسي الافتراضي»، ولكن لديهم خيار منح حقوق استخدام معينة بموجب أي ترخيص حقوق نشر عام يختارونه.
منذ يوليو 2012، أصبح من الممكن تحديد «ترخيص إسناد المشاع الإبداعي» باعتباره الترخيص الافتراضي، مما يسمح للمستخدمين الآخرين بإعادة استخدام المواد وإعادة مزجها على الموقع.

#### المنصات
معظم الهواتف الذكية الحديثة قادرة على الوصول إلى مقاطع فيديو اليوتيوب، إما داخل تطبيق أو من خلال موقع ويب محسّن. أُطلِق اليوتيوب للجوال في يونيو 2007، باستخدام «بروتوكول تدفق في زمن حقيقي (أغ تي أس بي)» للفيديو. لا تتوفر جميع مقاطع فيديو اليوتيوب على النسخة المحمولة من الموقع.
منذ يونيو 2007، أصبحت مقاطع فيديو اليوتيوب متاحة للعرض على مجموعة من منتجات أبل. تطلب هذا تحويل محتوى اليوتيوب إلى معيار الفيديو المفضل لشركة أبل، أتش 264، وهي عملية استغرقت عدة أشهر. يمكن مشاهدة مقاطع فيديو اليوتيوب على الأجهزة بما في ذلك أبل تي في وآي بود تاتش وآيفون.
في يوليو 2010، أعيد إطلاق النسخة المحمولة من الموقع بناءً على إتش تي إم إل 5، متجنبًا الحاجة إلى استخدام أدوبي فلاش بلاير وتحسينه للاستخدام مع عناصر التحكم في شاشة اللمس. إصدار الهاتف المحمول متاح أيضًا كتطبيق لمنصة أندرويد.
في سبتمبر 2012، أطلق اليوتيوب تطبيقه الأول لجهاز آيفون، بعد قرار إسقاط اليوتيوب كأحد التطبيقات المحملة مسبقًا في نظام التشغيل آيفون 5 وآي أو إس 6. وفقًا لـفهرس الويب العالمي، استخدم اليوتيوب 35٪ من مستخدمي الهواتف الذكية بين أبريل ويونيو 2013، مما يجعله ثالث أكثر التطبيقات استخدامًا.
سمح تحديث خدمة «تي فو» في يوليو 2008 للنظام بالبحث وتشغيل مقاطع فيديو اليوتيوب.
في كانون الثاني (يناير) 2009، أطلق اليوتيوب «اليوتيوب للتلفزيون»، وهو إصدار من موقع الويب مصمم خصيصًا لأجهزة فك التشفير وأجهزة الوسائط التلفزيونية الأخرى مع متصفحات الويب، مما سمح في البداية بمشاهدة مقاطع الفيديو الخاصة به على مشغل ألعاب الفيديو(بلاي ستايشن 3 ووي).
في يونيو 2009، قُدّم «اليوتيوب الكبير جدا»، والذي يحتوي على واجهة مبسطة مصممة للعرض على شاشة تلفزيون قياسية. اليوتيوب متاح أيضًا كتطبيق على إكس بوكس لايف.
في 15 نوفمبر 2012، أطلقت جوجل تطبيقًا رسميًا لـوي، مما يسمح للمستخدمين بمشاهدة مقاطع فيديو اليوتيوب من «قناة ووي». كان التطبيق متاحًا لـوي يو ونينتندو 3دي أس، ولكن أُوقِف في أغسطس 2019. يمكن أيضًا مشاهدة مقاطع الفيديو على متصفح الإنترنت وي يو باستخدام إتش تي إم إل 5. أتاحت جوجل موقع اليوتيوب على مشغل «روكو»، العلامة التجارية المشهورة لمشغلات الوسائط الرقمية، في 17 ديسمبر 2013، وفي أكتوبر 2014، أتاحته على بلاي ستيشن 4.
في نوفمبر 2018، أُطلق اليوتيوب تطبيقًا قابل للتنزيل على نينتندو سويتش.

### تحقيق الدخل
يسمح يوتيوب لأصحاب المحتوى (صانع محتوى) الحصول على المال من خلال جوجل أدسنس بوضع الإعلانات القابلة للتخطي.

### التوطين
في 19 يوليو 2007 كان رئيس جوجل إيريك شميت في باريس لإطلاق نظام التوطين الجديد. واجهة الموقع متاحة بنسخ موطّنة في 42 دولة، وإقليم واحد (هونغ كونغ)، ونسخة عالمية.
تقترح واجهة اليوتيوب الإصدار المحلي الذي يجب اختياره بناءً على عنوان آي بي الخاص بالمستخدم. في بعض الحالات، قد تظهر الرسالة «هذا الفيديو غير متاح في بلدك» بسبب قيود حقوق الطبع والنشر أو محتوى غير لائق. تتوفر واجهة موقع اليوتيوب بـ 76 لغة، بما في ذلك العربية والأمهرية والألبانية والأرمينية والخميرية والقيرغيزية والمنغولية والفارسية والأوزبكية، والتي لا تحتوي على إصدارات محلية. حُظِرَ الوصول إلى اليوتيوب في تركيا بين عامي 2008 و2010، بعد الجدل حول نشر مقاطع فيديو اعتُبرت مهينة لمصطفى كمال أتاتورك وبعض المواد المسيئة للمسلمين. في أكتوبر 2012، أُطلقت نسخة محلية من اليوتيوب في تركيا، مع المجال اليوتيوب. com.tr. النسخة المحلية تخضع للوائح المحتوى الموجودة في القانون التركي. في مارس 2009، أدى نزاع بين اليوتيوب ووكالة تحصيل الملوك البريطانية «بي أغ أس للموسيقى» إلى حظر مقاطع الفيديو الموسيقية المتميزة لمستخدمي اليوتيوب في المملكة المتحدة. تمت إزالة مقاطع الفيديو التي نشرتها شركات التسجيل الكبرى بعد الفشل في التوصل إلى اتفاق بشأن صفقة ترخيص. حُلَّ الخلاف في سبتمبر 2009. في أبريل 2009، أدى نزاع مماثل إلى إزالة مقاطع الفيديو «الموسيقية المتميزة» للمستخدمين في ألمانيا.
| الدولة                                  | اللغة                                  | تاريخ الإطلاق  |
| --------------------------------------- | -------------------------------------- | -------------- |
| الولايات المتحدة (وإطلاق الموقع عالميًا) | الإنجليزية (أمريكا)                    | 15 فبراير 2005 |
| البرازيل                                | البرتغالية (البرازيل)                  | 19 يونيو 2007  |
| فرنسا                                   | الفرنسية                               | 19 يونيو 2007  |
| أيرلندا                                 | إنجليزية (أيرلندا)                     | 19 يونيو 2007  |
| إيطاليا                                 | الإيطالية                              | 19 يونيو 2007  |
| اليابان                                 | اليابانية                              | 19 يونيو 2007  |
| هولندا                                  | الهولندية                              | 19 يونيو 2007  |
| بولندا                                  | البولندية                              | 19 يونيو 2007  |
| إسبانيا                                 | الإسبانية والكتالانية                  | 19 يونيو 2007  |
| المملكة المتحدة                         | الإنجليزية (المملكة المتحدة)           | 19 يونيو 2007  |
| المكسيك                                 | الإسبانية (المكسيك)                    | 11 أكتوبر 2007 |
| هونغ كونغ                               | الإنجليزية والصينية (التقليدية)        | 17 أكتوبر 2007 |
| تايوان                                  | الصينية (التقليدية)                    | 18 أكتوبر 2007 |
| أستراليا                                | الإنجليزية (أستراليا)                  | 22 أكتوبر 2007 |
| نيوزيلندا                               | الإنجليزية (نيوزيلندا)                 | 22 أكتوبر 2007 |
| كندا                                    | الإنجليزية (كندا) والفرنسية (كندا)     | 6 نوفمبر 2007  |
| ألمانيا                                 | الألمانية                              | 8 نوفمبر 2007  |
| روسيا                                   | الروسية                                | 13 نوفمبر 2007 |
| كوريا الجنوبية                          | الكورية                                | 23 يناير 2008  |
| إسرائيل                                 | العبرية                                | 16 سبتمبر 2008 |
| الهند                                   | الإنجليزية (الهند) والهندية            | 7 مايو 2007    |
| جمهورية التشيك                          | التشيكية                               | 9 أكتوبر 2008  |
| السويد                                  | السويدية                               | 22 أكتوبر 2008 |
| جنوب إفريقيا                            | إنجليزية (جنوب أفريقيا)                | 17 مايو 2010   |
| الأرجنتين                               | الإسبانية (الأرجنتين)                  | 8 سبتمبر 2010  |
| الجزائر                                 | العربية                                | 9 مارس 2011    |
| مصر                                     | العربية                                | 9 مارس 2011    |
| السعودية                                | العربية                                | 9 مارس 2011    |
| تونس                                    | العربية                                | 9 مارس 2011    |
| الأردن                                  | العربية                                | 9 مارس 2011    |
| المغرب                                  | العربية                                | 9 مارس 2011    |
| اليمن                                   | العربية                                | 9 مارس 2011    |
| كينيا                                   | الإنجليزية (كينيا) والسواحيلية         | 5 أكتوبر 2011  |
| الفلبين                                 | الإنجليزية (الفلبين) والفلبينية        | 13 أكتوبر 2011 |
| سنغافورة                                | الإنجليزية (سنغافورة)                  | 20 أكتوبر 2011 |
| بلجيكا                                  | الفرنسية (بلجيكا)، والهولندية (بلجيكا) | 16 نوفمبر 2011 |
| كولومبيا                                | الإسبانية (كولومبيا)                   | 30 نوفمبر 2011 |
| أوغندا                                  | الإنجليزية (أوغندا)                    | 2 ديسمبر 2011  |
| نيجيريا                                 | الإنجليزية (نيجيريا)                   | 7 ديسمبر 2011  |
| تشيلي                                   | الإسبانية (تشيلي)                      | 20 يناير 2012  |
| المجر                                   | المجرية                                | 29 فبراير 2012 |
| ماليزيا                                 | الإنجليزية (ماليزيا) والملايوية        | 22 مارس 2012   |
| بيرو                                    | الإسبانية (بيرو)                       | 25 مارس 2012   |
| الإمارات العربية المتحدة                | العربية والإنجليزية (الإمارات)         | 29 مارس 2012   |
| إندونيسيا                               | الإنجليزية(إندونيسيا) والإندونيسية     | 14 يونيو 2012  |
| غانا                                    | الإنجليزية (غانا)                      | 21 يونيو 2012  |
| السنغال                                 | الإنجليزية (السنغال)                   | 12 يوليو 2012  |

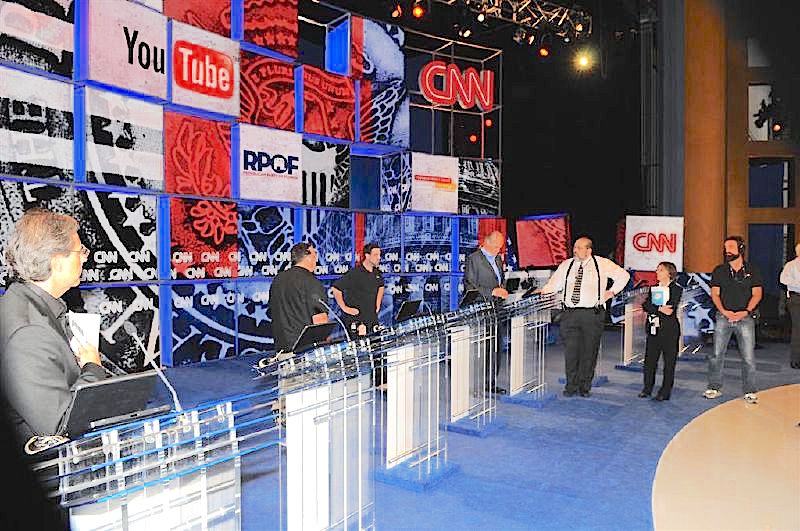
مناظرة الحزب الجمهوري ليوتيوب وسي إن إن في 28 نوفمبر 2007

وتلك من صور التنافس مع مواقع أخرى لتقاسم الفيديو مثل ديليموشن في فرنسا. وقامت باتفاق مع محطات التلفاز المحلية مثل M6 وتلفزيون فرنسا من الناحية القانونية لاذاعة محتوى الفيديو.
وفي17 تشرين الأول / أكتوبر 2007 أعلن ان هونغ كونغ قد اطلقت النسخة المحلية من الموقع وقد صرح «ستيف تشين» بأن النسخة القادمة هي نسخة تايوان.

#### الدول التي منع فيها

##### البرازيل
منعت محكمة في البرازيل موقع يوتيوب في 6 يناير 2007 لمدة ثلاثة أيام إثر نشر الموقع فيلم فاضح للمذيعة البرازيلية المعروفة دانييلا سيكاريللي (الخطيبة السابقة للاعب كرة القدم رونالدو) .

##### إيران
منع موقع يوتيوب في إيران في 3 ديسمبر 2006، بعد أن اعتبر الموقع «لا أخلاقيًا».

##### المغرب
في 25 مايو 2007، منعت شركة اتصالات المغرب موقع يوتيوب. ورُفع المنع بعد خمس أيام بعد أن ذكرت الشركة بأن ذلك كان «خطأً تقنيًا».

##### اليمن
قامت اليمن بمنع الموقع في تاريخ 11/6/2008 لمدة ثلاثة أيام.

##### تايلاند
في 8 مارس 2007، مُنِعَ موقع يوتيوب في تايلاند لمدة يومين. وفي تاريخ 3 أبريل 2007، مُنع مرة أخرى. ذكرت الحكومة بأن هنالك فيلمًا يشتم الملك بوميبول أدولياديج. ذكر وزير تقنية المعلومات والاتصالات التايلاندي بعد ذلك بأن المنع سيُزال، ولكن سيُمنع المواقع التي تضع وصلات لذلك الفيديو. أزيل المنع في 30 أغسطس 2007 بعد أن وافق موقع يوتيوب على إزالة الأفلام الممنوعة التي قالت عنها الحكومة التايلاندية بأنها تهجمية.

##### تركيا
منعت تركيا موقع يوتيوب في يوم 6 مارس 2007 بسبب سماحه بوضع أفلام تشتم الأتراك ومصطفى كمال أتاتورك، إثر تصعيد ما سمي «بالحرب» بين اليونانيين والأرمن والأكراد والأتراك على موقع يوتيوب، حيث نشر كل من أولئك أفلام مسيئة للأطراف الأخرى. وبعد أن أرسل محامو يوتيوب وثيقة لإزالة الأفلام المسيئة للأتراك، رُفع المنع في 9 مارس 2007. في 18 يناير 2008، منع الموقع لنفس الأسباب السابقة لمدة ستة أيام، ثم لم تلبث مدة قصيرة في نفس السنة لتعيد حجب الموقع بالكامل، حيث ظلَّ محجوبًا أكثر من سنتين، حتى رُفع الحجب في 1 نوفمبر 2010. وكانت عملية الحجب مقامة بين حين وآخر (2014 لمدة شهرين، 2015 لفترة ..إلخ)، ولأسباب عديدة.

##### الإمارات
منع موقع يوتيوب في الإمارات لفترة. وقد ذكرت مؤسسة الإمارات للاتصالات المزودة لخدمة الإنترنت بأن المنع جرى بسبب «احتوائه على أفلام مخالفة للدين والعادات والتقاليد لمجتمع الإمارات العربية المتحدة».

##### باكستان
حجبت باكستان في يوم الأحد 24 شباط/فبراير 2008 الدخول إلى موقع يوتيوب على أساس أن محتوياته تسيء إلى الإسلام ورُفع الحجب في يوم الثلاثاء 26 شباط/فبراير 2008

##### تونس
منعت تونس الموقع منذ أغسطس 2007 بسبب الفيديوات السياسية للأحزاب المعارضة التي تشتم نظام الرئيس السابق بن علي وتؤلف نكتًا ساخرة عليهِ. ورُفع الحجب في يوم الخميس 13 كانون الثاني/يناير 2011 (قبل يوم خلعه).

##### سوريا
لطالما كان الموقعين العالميين (فيس بوك) ويوتيوب محجوبين في سوريا
إلا أنهُ في مطلع عام 2011 قامت شركة الاتصالات السورية بفتح الموقعين.

##### مصر
في 9 فبراير 2013 ألزمت محكمة القضاء الإداري المصرية الحكومة المصرية ممثلة في وزارتي الاتصالات والاستثمار بحجب موقع يوتيوب في مصر لمدة 30 يومًا لإذاعته الفيلم المسيئ للرسول

##### ليبيا
حجبت السلطات الليبية موقع يوتيوب في شهر يناير 2010 لنشر المجموعات المعارضة لنظام الزعيم الليبي معمر القذافي مقاطع تسخر وتسيء له ولأبناءه، واستمر حجب الموقع حتى شهر آب/أغسطس 2011.

## إصدارات اليوتيوب

### يوتيوب بريميوم
اليوتيوب بريميوم (المعروف سابقًا باسم اليوتيوب راد - أحمر) هي خدمة الاشتراك المميزة في اليوتيوب. وهو يتيح دفقًا خالٍ من الإعلانات، والوصول إلى المحتوى الحصري، وتشغيل الفيديو في الخلفية وفي وضع عدم الاتصال على الأجهزة المحمولة، والوصول إلى خدمة «بلا حدود» في موسيقى جوجل بلاي. أُعلِن عن اليوتيوب بريميوم في الأصل في 12 نوفمبر 2014 باسم «مفتاح الموسيقى»، وهي خدمة بث موسيقى عبر الاشتراك، وكان الهدف منها التكامل مع خدمة «دخول كامل» الحالية لموسيقى جوجل بلاي واستبدالها. في 28 أكتوبر 2015، أعيد إطلاق الخدمة باسم اليوتيوب راد، والتي توفر بثًا خالٍ من الإعلانات لجميع مقاطع الفيديو، فضلاً عن الوصول إلى المحتوى الأصلي الحصري. اعتبارًا من نوفمبر 2016، بلغ عدد المشتركين في الخدمة 1.5 مليون مشترك، بالإضافة إلى مليون مشترك آخر على أساس التجربة المجانية. اعتبارًا من يونيو 2017، حصل الموسم الأول من اليوتيوب على أصول إجمالي 250 مليون مشاهدة.
في مايو 2014، قبل إطلاق خدمة «مفتاح الموسيقى»، زعمت منظمة تجارة الموسيقى المستقلة «شبكة مستقلة عالمية» أن اليوتيوب كان يستخدم عقودًا غير قابلة للتفاوض مع شركات مستقلة «مقومة بأقل من قيمتها» مقارنة بخدمات البث الأخرى وأن اليوتيوب سيحظر كل محتوى الموسيقى من الملصقات التي لم تتوصل إلى صفقة لتُضمّن في الخدمة المدفوعة. في بيان لصحيفة فاينانشال تايمز في يونيو 2014، أكد روبرت كينكل أن اليوتيوب سوف يحظر محتوى العلامات التي لا تتفاوض على صفقات لتُضمّن في الخدمة المدفوعة «لضمان أن كل المحتوى على المنصة محكوم بشروطه التعاقدية الجديدة.» مشيرًا إلى أن 90٪ من التصنيفات قد توصلت إلى صفقات، وتابع قائلاً: «بينما نتمنى أن يكون لدينا معدل نجاح بنسبة 100٪، فإننا نتفهم أنه ليس من المحتمل أن يكون هدفًا قابلاً للتحقيق، وبالتالي فهي مسؤوليتنا تجاه مستخدمينا والصناعة لإطلاق تجربة الموسيقى المحسنة». ذكرت صحيفة فاينانشيال تايمز لاحقًا أن اليوتيوب توصل إلى صفقة مجمعة مع شبكة ميرلين - وهي مجموعة تجارية تمثل أكثر من 20000 علامة مستقلة، لإدراجها في الخدمة. ومع ذلك، لم يؤكد موقع اليوتيوب نفسه الصفقة.
في 28 سبتمبر 2016، عين اليوتيوب ليور كوهين، المؤسس المشارك لشركة «300 ترفيه» والمدير التنفيذي السابق لمجموعة وارنر ميوزك غروب، الرئيس العالمي للموسيقى.

### يوتيوب تي في
في 28 فبراير 2017، في إعلان صحفي عقد في «فضاء اليوتيوب - يوتيوب سبايس» بلوس أنجلوس، أعلن اليوتيوب عن إطلاق اليوتيوب تي في، وهي خدمة اشتراك على غرار«التلفزيون المتعدد القنوات في الولايات المتحدة» (أم في بي دي) ستكون متاحة لعملاء الولايات المتحدة بسعر 35 دولارًا أمريكيًا كل شهر. أُطلقت الخدمة مبدئيًا في خمسة أسواق رئيسية (مدينة نيويورك ولوس أنجلوس وشيكاغو وفيلادلفيا وسان فرانسيسكو) في 5 أبريل 2017، تقدم بثًا مباشرًا من البرامج من شبكات البث الخمس الكبرى (سي بي إس وأيه بي سي وذا سي دبليو وفوكس وأن بي سي)، بالإضافة إلى ما يقرب من 40 قناة كابل تملكها الشركات الأم لهذه الشبكات، وشركة والت ديزني وشركة سي بي إس وتونتي فرست سينتشوري فوكس وإن بي سي العالمية ونظام تيرنر للبث (بما في ذلك نظام برافو ويو إس إيه نيتورك) وساي فاي وقناة ديزني وسي إن إن وكرتون نتورك وقناة إيي! وفوكس رياضة 1 وفري فورم وإف إكس وإي إس بي إن). يمكن للمشتركين أيضًا تلقي شوتايم وفوكس سوكر بلس كإضافات اختيارية مقابل رسوم إضافية، ويمكنهم الوصول إلى محتوى اليوتيوب بريميوم الأصلي (لا يتضمن اليوتيوب تي في اشتراك اليوتيوب بريميوم).
خلال بطولة العالم لعام 2017 (التي كانت فيها الراعي المقدم)، وُضِعت إعلانات اليوتيوب تي في خلف اللوحة الرئيسية. ظهر شعار زر التشغيل الأحمر المسجل كعلامة تجارية في منتصف الشاشة، محاكياً واجهة اليوتيوب.

### يوتيوب غو
اليوتيوب غو (بالإنجليزية: YOUTUBE GO) هو تطبيق أندرويد يهدف إلى تسهيل الوصول إلى اليوتيوب على الأجهزة المحمولة في الأسواق الناشئة. وهو يختلف عن تطبيق أندرويد الرئيسي للشركة ويسمح بتنزيل مقاطع الفيديو ومشاركتها مع مستخدمين آخرين. ويسمح للمستخدمين بمعاينة مقاطع الفيديو ومشاركة مقاطع الفيديو التي أُنزلت عبر البلوتوث، ويتيح المزيد من الخيارات للتحكم في بيانات الجوال ودقة الفيديو.
أعلن اليوتيوب عن المشروع في سبتمبر 2016، لكن أُطلق في الهند في فبراير 2017، وتوسع في نوفمبر 2017 إلى 14 دولة أخرى، بما في ذلك نيجيريا وإندونيسيا وتايلاند وماليزيا وفيتنام والفلبين وكينيا وجنوب إفريقيا. طُرِح التطبيق في 130 دولة حول العالم، بما في ذلك البرازيل والمكسيك وتركيا والعراق في 1 فبراير 2018. التطبيق متاح لنحو 60٪ من سكان العالم.

### يوتيوب ميوزيك
في أوائل عام 2018، بدأ ليور كوهين في التلميح إلى احتمال إطلاق خدمة «بث الموسيقى الجديدة» للاشتراك في اليوتيوب، وهي منصة تنافس خدمات أخرى مثل سبوتيفاي وأبل ميوزك. في 22 مايو 2018، أُطلقت منصة بث الموسيقى المسماة «يوتيوب ميوزيك».

### يوتيوب شورت
في سبتمبر 2020، أعلن اليوتيوب أنه سيطلق إصدارًا تجريبيًا لمنصة جديدة من مقاطع فيديو مدتها 15 ثانية، على غرار تيك توك، تسمى اليوتيوب شورتات. اختُبرت المنصة أول مرة في الهند. النظام الأساسي ليس تطبيقًا مستقلاً في البداية، ولكنه مدمج في تطبيق اليوتيوب الرئيسي. مثل تيك توك، فإنه يمنح المستخدمين الوصول إلى الأدوات الإبداعية المضمنة، بما في ذلك إمكانية إضافة موسيقى مرخصة إلى مقاطع الفيديو الخاصة بهم.

### قصص اليوتيوب
في عام 2018، بدأ موقع يوتيوب في اختبار ميزة جديدة تسمى في البداية «يوتيوب ريلز». الميزة مطابقة تقريبًا لقصص إنستغرام وسناب شات. أعاد موقع يوتيوب تسمية الميزة «قصص اليوتيوب» لاحقًا. إنه متاح فقط للمبدعين الذين لديهم أكثر من 10000 مشترك ويمكن نشره أو مشاهدته فقط في تطبيق يوتيوب للجوال.

### المحدد المعياري الدولي للأسماء
في عام 2018، أصبح اليوتيوب سجل «المحدد المعياري الدولي للأسماء»، وأعلن عن نيته البدء في إنشاء معرّفات «المحدد المعياري الدولي للأسماء» لتحديد الموسيقيين الذين تعرض مقاطع الفيديو الخاصة بهم عرضًا فريدًا. قد يرتفع عدد المعرفات «من 3 إلى 5 ملايين خلال العامين المقبلين» نتيجة لذلك.

### كذبة أبريل
أظهر اليوتيوب مزحة "كذبة أبريل" على الموقع في 1 أبريل من كل عام من 2008 إلى 2016. في عام 2008، تمت إعادة توجيه جميع الروابط لمقاطع الفيديو على الصفحة الرئيسية إلى الفيديو الموسيقي لريك أستلي "لا تستسلم أبدا"، وهي مقلب معروف باسم "إعادة التدوير". [273] [274] في العام التالي، عند النقر فوق مقطع فيديو في الصفحة الرئيسية، انقلبت الصفحة بأكملها رأسًا على عقب، والتي ادعى اليوتيوب أنها "تخطيط جديد". في عام 2010، أصدر اليوتيوب مؤقتًا وضع "نصp" الذي جعل صور الفيديو في حروف "فن أسكي"من أجل تقليل تكاليف النطاق الترددي بمقدار دولار واحد في الثانية".
في العام التالي، احتفل الموقع «بالذكرى المئوية لتأسيسه» بمجموعة من الأفلام الصامتة ذات اللون البني الداكن، على غرار أوائل القرن العشرين، بما في ذلك محاكاة ساخرة لـ «لوحة المفاتيح القط». في عام 2012، أدى النقر على صورة قرص دي في دي بجوار شعار الموقع إلى مقطع فيديو حول خيار مزعوم لطلب كل مقطع فيديو على اليوتيوب للتسليم إلى المنزل على قرص دي في دي.
في عام 2013، تعاون موقع اليوتيوب مع شركة الصحيفة الساخرة ذي أنيون للمطالبة في مقطع فيديو حُمّل بأن موقع مشاركة الفيديو قد أُطلق كمسابقة انتهت أخيرًا، وسيُغلق عشر سنوات قبل إعادة إطلاقه في 2023، يعرض فقط الفيديو الفائز. قام الفيديو ببطولة العديد من مشاهير اليوتيوب، بما في ذلك أنطوان دودسون. بُثّ مقطع فيديو لمقدمين يعلنان عن الفيديوات المرشحة على الهواء مباشرة لمدة 12 ساعة.
في عام 2014، أعلن اليوتيوب أنه كان مسؤولاً عن إنشاء جميع اتجاهات الفيديو الفيروسية، وكشف عن معاينات للاتجاهات القادمة، مثل «كلوكن - تسجيل الوقت» و«كسن داد - تقبيل أبي» و«غلوب غلوب واتر دانس». [281] في العام التالي، أضاف اليوتيوب زر موسيقى إلى شريط الفيديو الذي يشغّل عينات من فيلم «ساندستورم» للمخرج دارود. في عام 2016، قدم اليوتيوب خيارًا لمشاهدة كل مقطع فيديو على المنصة في وضع 360 درجة باستخدام سنوب دوغ.

### شراكات المحتوى
في عام 2016، قدم اليوتيوب برنامجًا عالميًا لتطوير منشئي المحتوى الذين تُحدث مقاطع الفيديو الخاصة بهم تأثيرًا اجتماعيًا إيجابيًا. خصصت جوجل مليون دولار لبرنامج «مبدعي التغيير» هذا. عُرِض أول ثلاثة مقاطع فيديو من البرنامج في مهرجان تريبيكا السينمائي 2017. قام اليوتيوب بتوسيع البرنامج في عام 2018. أطلق اليوتيوب أيضًا «فضاء اليوتيوب - يوتيوب سبايس» في عام 2012، وتوسع حاليًا إلى 10 مواقع عالمية. يمنح الفضاء منشئي المحتوى موقعًا ماديًا للتعرف على إنتاج المحتوى بالإضافة إلى تزويدهم بالمرافق لإنشاء محتوى لقنواتهم على اليوتيوب.

### يوتيوب تجريبي (تست توب)
يمكن الوصول إلى الميزات التجريبية لموقع اليوتيوب في منطقة من الموقع تسمى «تست توب».
في وقت لاحق من نفس العام، قُدّم «اليوتيوب ريشة - يوتيوب فادا» كموقع بديل خفيف الوزن للدول ذات السرعات المحدودة للإنترنت.

### يوتيوب كيدز
يوتيوب كيدز (بالإنجليزية: YouTube Kids) هو تطبيق هاتفي تابع ليوتيوب موجه للأطفال والشباب. أُطلق في الولايات المتحدة الأمريكية بفبراير 2015، على كل من بلاي ستور وآب ستور. والذي انتشر في اواخر عام 2019 ليسود العالم كله في نهاية عام 2020 مما شهر يوتيوب أكثر مما كان عليه فأصبح يوتيوب يحتوي على منصات متعددة للموسيقى والترفيه والأطفال والأفلام القصيرة والغيمنغ الألعاب.

## وصلات خارجية
- يوتيوب على موقع IMDb (الإنجليزية)
- يوتيوب على موقع الموسوعة البريطانية (الإنجليزية)
- يوتيوب على موقع ANN company (الإنجليزية)
- الموقع الرسمي